# The lost mind of dr. Brain
„The Lost Mind of Dr. Brain“ е компютърна игра от поредицата „Dr. Brain“. Излиза през 1995 година, като издател и Sierra. Темата на играта е доктор, който при експериментите си прехвърля съдържанието на мозъка си в този на една мишка. Целта на играта е съдържанието на мозъка му да бъде възстановено, като това става чрез подреждането на различни „пъзели“, обединени в секции (10 на брой).